# Пятихатское сельское поселение
Пятихатское се́льское поселе́ние (укр. П'ятихатське сільське поселення, крымскотат. Бешуйли кой юрту, Beşüyli köy yurtu) — муниципальное образование в Красногвардейском районе Республики Крым России, в степной зоне полуострова, в среднем течении долины Салгира.
Административный центр — село Пятихатка.

## История
В 1923 году был образован Бешуй-Элинский сельсовет , переименованный в 1945 году в Пятихатский сельский совет.
Сельское поселение образовано в соответствии с законом Республики Крым от 5 июня 2014 года.

## Население
| 2001  | 2014  | 2015  | 2016  | 2017  | 2018  | 2019  |
| ----- | ----- | ----- | ----- | ----- | ----- | ----- |
| 3405  | ↘2846 | ↗2852 | ↗2912 | ↘2907 | ↘2888 | ↗2895 |
| 2020  | 2021  |       |       |       |       |       |
| ↘2887 | ↗3016 |       |       |       |       |       |

## Состав сельского поселения
| № | Населённый пункт | Тип населённого пункта       | Население |
| - | ---------------- | ---------------------------- | --------- |
| 1 | Пятихатка        | село, административный центр | ↘2375     |
| 2 | Азов             | село                         | ↘94       |
| 3 | Заречное         | село                         | ↘171      |
| 4 | Менделеево       | село                         | ↘205      |
| 5 | Салгирка         | село                         | ↘1        |
| 6 | Холмовое         | село                         | ↘0        |